# راه‌های فرعی
راه‌های فرعی (به انگلیسی: Sideways) نام کمدی-درامی است بر پایهٔ رمانی با همین نام نوشتهٔ رکس پیکت که در سال ۲۰۰۴ به کارگردانی الکساندر پین ساخته شد. این فیلم موفق شد در ۵ رشته کاندیدای جایزه اسکار شود و از آن میان جایزهٔ بهترین فیلم‌نامهٔ اقتباسی را از آنِ خود کند.
راه‌های فرعی ماجرای دو مرد میانسال (با بازیِ پل جاماتی و توماس هادن چرچ) است که برای آزمونِ شراب به یک سفرِ جاده‌ایِ یک‌هفته‌ای به شهرستان سانتا باربارا، کالیفرنیا می‌روند.

## خلاصه
«مایلز» (جیاماتی) معلم و نویسنده ی ناموفقی است که در میان سالی از همسرش جدا شده است. «جک» (چرچ) نیز دوستی صمیمی است که «مایلز» او را از دوران دانشجویی می شناسد. «جک» قرار است هفته ی آینده ازدواج کند و «مایلز» به عنوان هدیه ی ازدواج به او پیشنهاد می کند که یک هفته ای به کالیفرنیا بروند...